# Strigeidida
De Strigeidida vormen een orde van de onderklasse Digenea van de platwormen (Platyhelminthes). Het is een groep van parasitaire platwormen met een ingewikkelde levenscyclus waarbij slakken als tussengastheer een rol spelen.

## Taxonomische indeling
Zoals met alle platwormen is er geen consensus over de indeling. Hier is gebruik gemaakt van de taxonomybrowser waarbij de onderorde wordt verdeeld in zes superfamilies en 12 families. Het meest bekend zijn de Schistosomatidae; soorten uit deze familie zijn de veroorzakers van de ziekte bilharzia.
Onderorde Strigeidida
- Superfamilie Bolbophoridae
- Superfamilie Clinostomoidea
  - Familie Clinostomidae
- Superfamilie Diplostomoidea
  - Familie Cyathocotylidae
  - Familie Diplostomatidae
  - Familie Strigeidae
- Superfamilie Gymnophalloidea
  - Familie Callodistomidae
  - Familie Leucochloridiidae
  - Familie Liolopidae
- Superfamilie Schistosomatoidea
  - Familie Sanguinicolidae
  - Familie Schistosomatidae
  - Familie Spirorchiidae
- Superfamilie Strigeoidea
  - Familie Bucephalidae
  - Familie Fellodistomidae